# Limony
Limony est une commune française, située dans le département de l'Ardèche en région Auvergne-Rhône-Alpes.

## Géographie

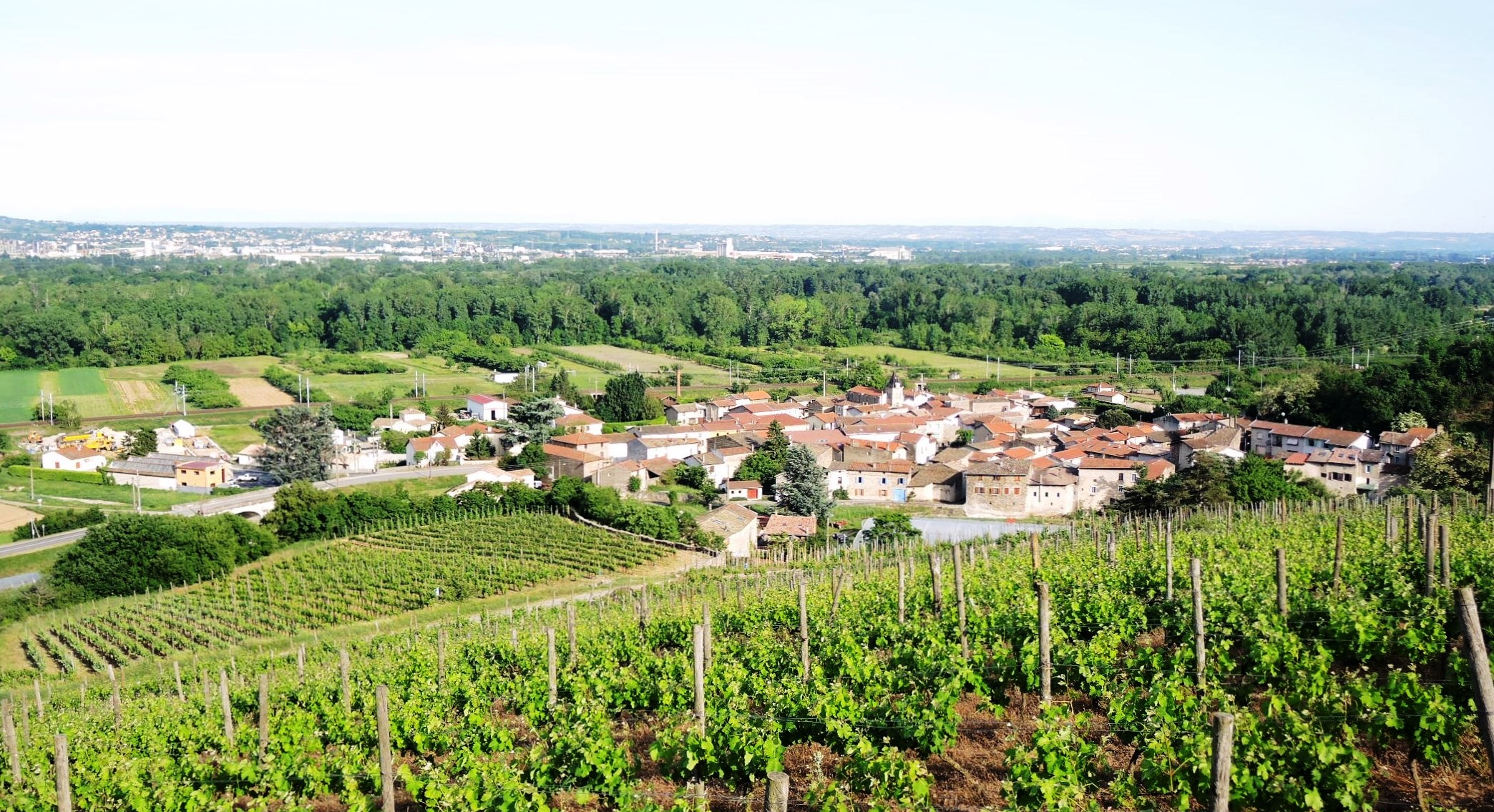
Le village, entre vignoble et Rhône, vue vers le sud-est.

### Situation et description
La commune de Limony occupe, au bord du Rhône, l'extrême pointe nord du département de l'Ardèche. Son territoire est représentatif du département, avec ses 7 km2 à cheval sur le rivage du Rhône et un plateau mi-boisé, mi-cultivé. On y trouve aussi des gorges pittoresques, celles du Limony, qui est capable, comme la rivière d'Ardèche, d'avoir de violents accès d'humeur.
Le territoire de Limony sert de frontière communale avec Saint-Pierre-de-Bœuf et Maclas, mais aussi de limite départementale avec la Loire, et entre les anciennes provinces du Vivarais et du Forez.

### Communes limitrophes
Les communes limitrophes sont  Charnas, Le Péage-de-Roussillon, Maclas, Sablons, Saint-Pierre-de-Bœuf, Salaise-sur-Sanne et Serrières.

### Climat
Pour des articles plus généraux, voir Climat d'Auvergne-Rhône-Alpes et Climat de l'Ardèche.
En 2010, le climat de la commune est de type climat océanique altéré, selon une étude du CNRS s'appuyant sur une série de données couvrant la période 1971-2000. En 2020, Météo-France publie une typologie des climats de la France métropolitaine dans laquelle la commune est dans une zone de transition entre le climat semi-continental et le climat de montagne et est dans une zone de transition entre les régions climatiques « Moyenne vallée du Rhône » et « Sud-est du Massif Central ».
Pour la période 1971-2000, la température annuelle moyenne est de 12,5 °C, avec une amplitude thermique annuelle de 18,1 °C. Le cumul annuel moyen de précipitations est de 812 mm, avec 8,4 jours de précipitations en janvier et 5,8 jours en juillet. Pour la période 1991-2020, la température moyenne annuelle observée sur la station météorologique de Météo-France la plus proche, sur la commune de Sablons à 4 km à vol d'oiseau, est de 13,3 °C et le cumul annuel moyen de précipitations est de 805,2 mm,. Pour l'avenir, les paramètres climatiques de la commune estimés pour 2050 selon différents scénarios d'émission de gaz à effet de serre sont consultables sur un site dédié publié par Météo-France en novembre 2022.

### Hydrographie
Le Rhône, lui aussi, a eu ses caprices, et notamment celui de changer de lit. La limite est de la commune se retrouve ainsi aujourd'hui rive gauche. Il s'agit de l'île des Graviers, qui fait partie de la réserve naturelle de l'île de la Platière.
Depuis l'aménagement du Rhône et d'un canal parallèle, les inondations les plus graves ont disparu. Quelques zones restent cependant en théorie inondables. On y retrouve des noms d'îles : île du Hasard, île du Gouvernement.

### Voies de communication
La commune est traversée dans le sens nord-sud par la départementale 86 (ancienne route nationale 86) et la voie ferrée de la rive droite du Rhône, qui contourne le village par l'est.

## Urbanisme

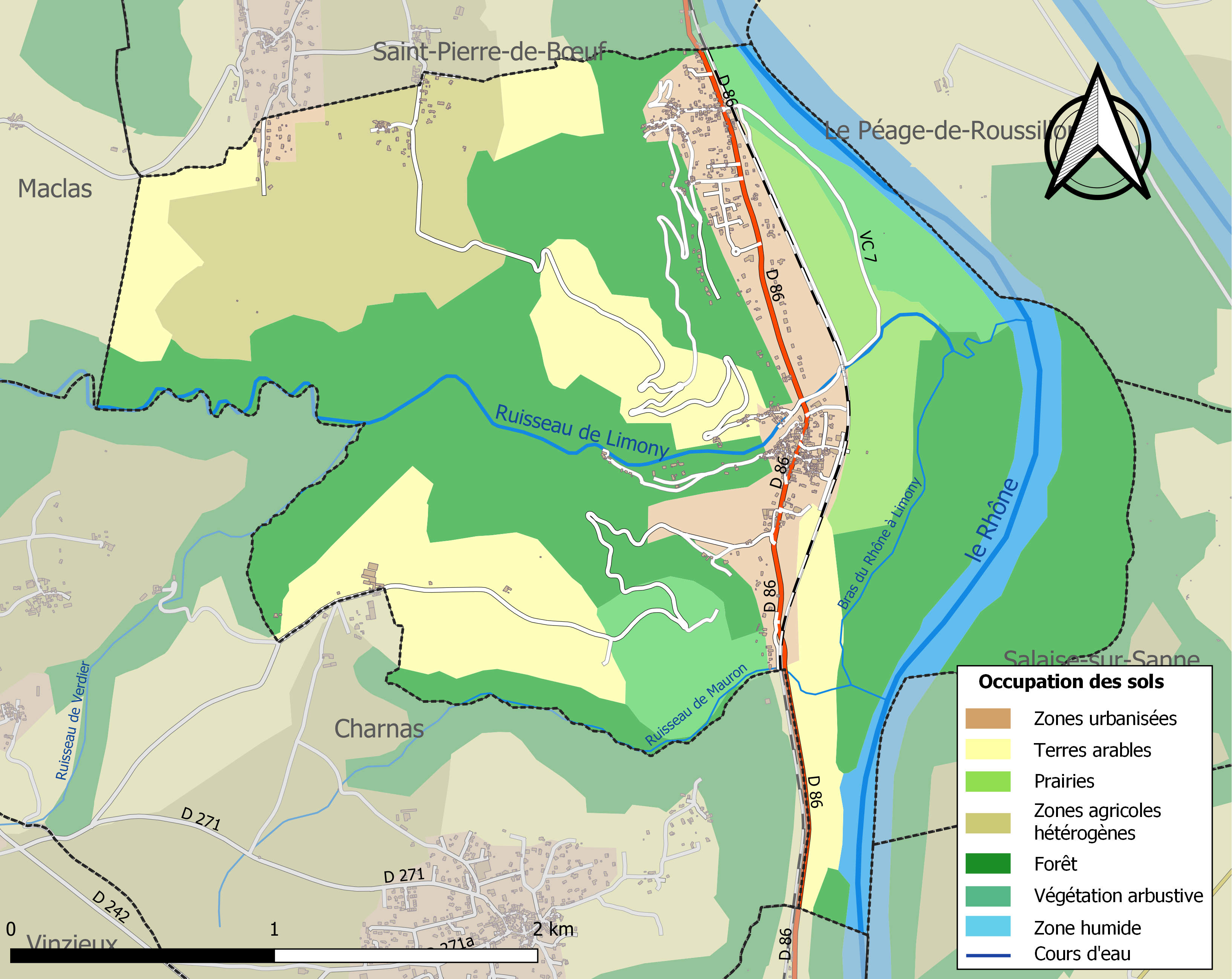
Carte des infrastructures et de l'occupation des sols de la commune en 2018 (CLC).

### Typologie
Au 1er janvier 2024, Limony est catégorisée commune rurale à habitat dispersé, selon la nouvelle grille communale de densité à sept niveaux définie par l'Insee en 2022.
Elle est située hors unité urbaine. Par ailleurs la commune fait partie de l'aire d'attraction de Roussillon, dont elle est une commune de la couronne,. Cette aire, qui regroupe 27 communes, est catégorisée dans les aires de 50 000 à moins de 200 000 habitants,.

### Occupation des sols
L'occupation des sols de la commune, telle qu'elle ressort de la base de données européenne d’occupation biophysique des sols Corine Land Cover (CLC), est marquée par l'importance des forêts et milieux semi-naturels (49,9 % en 2018), en diminution par rapport à 1990 (52,3 %). La répartition détaillée en 2018 est la suivante : 
forêts (43,3 %), cultures permanentes (19,2 %), zones agricoles hétérogènes (11,6 %), zones urbanisées (9,5 %), milieux à végétation arbustive et/ou herbacée (6,7 %), prairies (5 %), eaux continentales (4,8 %).
L'évolution de l’occupation des sols de la commune et de ses infrastructures peut être observée sur les différentes représentations cartographiques du territoire : la carte de Cassini (XVIIIe siècle), la carte d'état-major (1820-1866) et les cartes ou photos aériennes de l'IGN pour la période actuelle (1950 à aujourd'hui).

## Histoire

### Antiquité

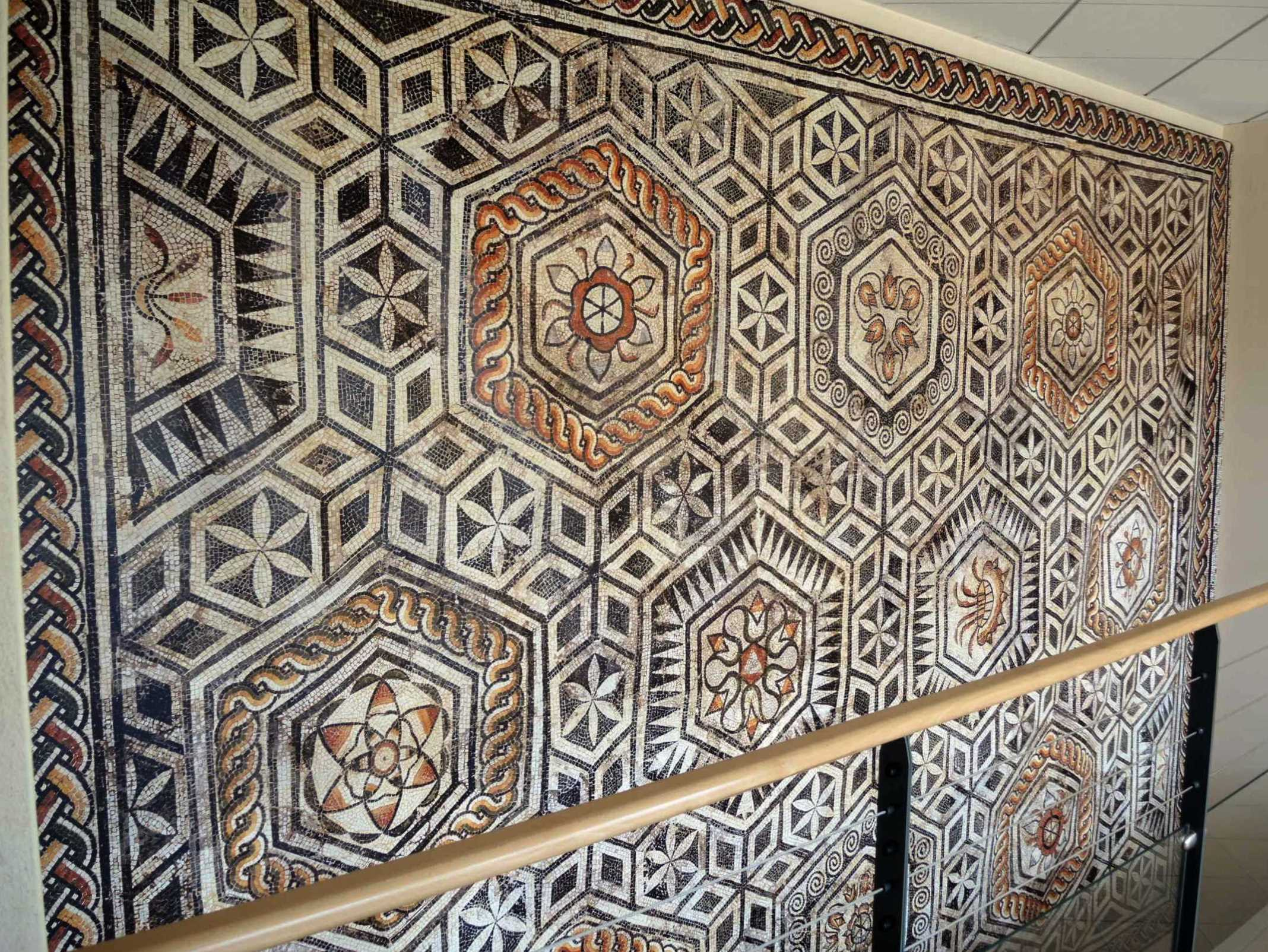
La reproduction, sur textile, de la mosaïque gallo-romaine reconstituée qui avait été trouvée sur le site de Brèze.

Le long du rivage nord-ardéchois, Limony est l'endroit où ont été trouvés le plus de vestiges gallo-romains. Une vingtaine de découvertes ont en effet été recensées en divers endroits: monnaies, plaques gravées, fondations de maison, anciennes voies, tombes, restes de colonnes et anciens sols de maisons. 

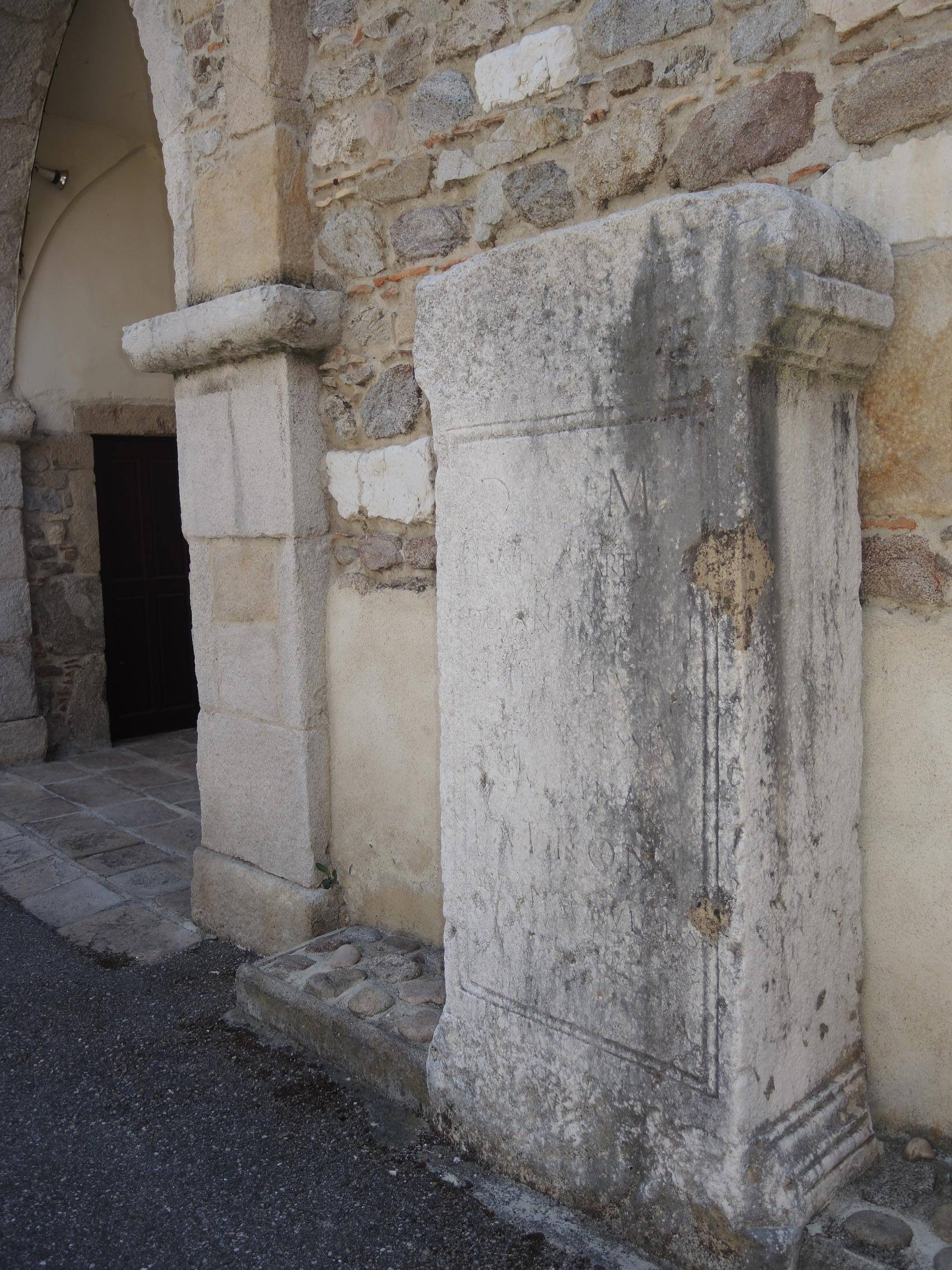
Devant l'église, la stèle gallo-romaine et son épitaphe.

Il semble probable qu'une agglomération ait existé à la place du village actuel à partir du Ier siècle av. J.-C. jusque vers le début du christianisme au Ve siècle.
Plus au sud, dans le quartier du cimetière, des fouilles ont révélé les restes d'une riche villa.
Encore un peu plus bas, au sud du passage à niveau, on a découvert dans les années 1970 les sols d'une autre villa, mais isolée. Il s'agirait d'une construction du IIe siècle, abandonnée ensuite puis réoccupée et enfin détruite par un incendie à la fin du IVe siècle. Il pourrait s'agir d'un ancien établissement thermal, dans ces quartiers de "Fontailloux"  et de Brèze bien exposés.
Une mosaïque en mauvais état a été emmenée au musée de St-Romain en Gal. La reconstitution photographique qui en a été faite est suspendue dans le hall de la mairie.

Près de l'entrée de l'église a été posée une stèle antique avec l'épitaphe, de la part de ses patrons, d'une jeune affranchie décédée à 5 ans.

## Politique et administration

### Liste des maires
| Période                                  | Période                   | Identité        | Étiquette | Qualité           |
| ---------------------------------------- | ------------------------- | --------------- | --------- | ----------------- |
| Les données manquantes sont à compléter. |                           |                 |           |                   |
| avant 1988                               | ?                         | Marc Portal     |           |                   |
| mars 2001                                | En cours (au 6 août 2020) | Richard Molina, | DVD       | Chef d'entreprise |

## Population et société

### Démographie
L'évolution du nombre d'habitants est connue à travers les recensements de la population effectués dans la commune depuis 1793. Pour les communes de moins de 10 000 habitants, une enquête de recensement portant sur toute la population est réalisée tous les cinq ans, les populations de référence des années intermédiaires étant quant à elles estimées par interpolation ou extrapolation. Pour la commune, le premier recensement exhaustif entrant dans le cadre du nouveau dispositif a été réalisé en 2007.

En 2022, la commune comptait 817 habitants, en évolution de +9,37 % par rapport à 2016 (Ardèche : +2,48 %, France hors Mayotte : +2,11 %).
| 1793 | 1800 | 1806 | 1821 | 1831 | 1836 | 1841 | 1846 | 1851 |
| ---- | ---- | ---- | ---- | ---- | ---- | ---- | ---- | ---- |
| 505  | 419  | 662  | 669  | 708  | 750  | 723  | 820  | 815  |

| 1856 | 1861 | 1866 | 1872 | 1876 | 1881 | 1886 | 1891 | 1896 |
| ---- | ---- | ---- | ---- | ---- | ---- | ---- | ---- | ---- |
| 791  | 831  | 809  | 823  | 832  | 731  | 711  | 740  | 757  |

| 1901 | 1906 | 1911 | 1921 | 1926 | 1931 | 1936 | 1946 | 1954 |
| ---- | ---- | ---- | ---- | ---- | ---- | ---- | ---- | ---- |
| 741  | 630  | 561  | 534  | 510  | 506  | 526  | 529  | 563  |

| 1962 | 1968 | 1975 | 1982 | 1990 | 1999 | 2006 | 2007 | 2012 |
| ---- | ---- | ---- | ---- | ---- | ---- | ---- | ---- | ---- |
| 559  | 529  | 482  | 544  | 548  | 606  | 736  | 754  | 715  |

| 2017 | 2022 | - | - | - | - | - | - | - |
| ---- | ---- | - | - | - | - | - | - | - |
| 758  | 817  | - | - | - | - | - | - | - |

Le maximum de population a été atteint au XIXe siècle, avec 832 habitants en 1876. Puis l'évolution de l'agriculture a entraîné des départs de population. Au XXe siècle, la population s'est maintenue aux alentours de 500 habitants, agriculteurs ou ouvriers dans des usines voisines, à Roussillon notamment. Ces derniers cultivaient aussi souvent une portion du territoire, mais ces doubles actifs ont maintenant disparu.
Le XXIe siècle a vu arriver de nouveaux résidents, qui travaillent à Roussillon, dans d'autres communes voisines ou même en région lyonnaise. Il reste quelques agriculteurs à plein temps.

### Enseignement
La commune est rattachée à l'académie de Grenoble.

### Médias
La commune de Limony se situe dans la zone de distribution de deux publications périodiques régionales :
- L'Hebdo de l'Ardèche est un journal hebdomadaire français basé à Valence. Il couvre l'actualité de tout le département de l'Ardèche.
- Le Dauphiné libéré est un journal quotidien de la presse écrite française régionale distribué dans la plupart des départements de l'ancienne région Rhône-Alpes, notamment l'Ardèche. La commune est située dans la zone d'édition d'Annonay.

### Cultes
L'église (propriété de la commune) et la communauté catholique de Limony dépendent de la paroisse Sainte Croix du Rhône, elle-même rattachée au diocèse de Viviers.

## Économie

### Viticulture

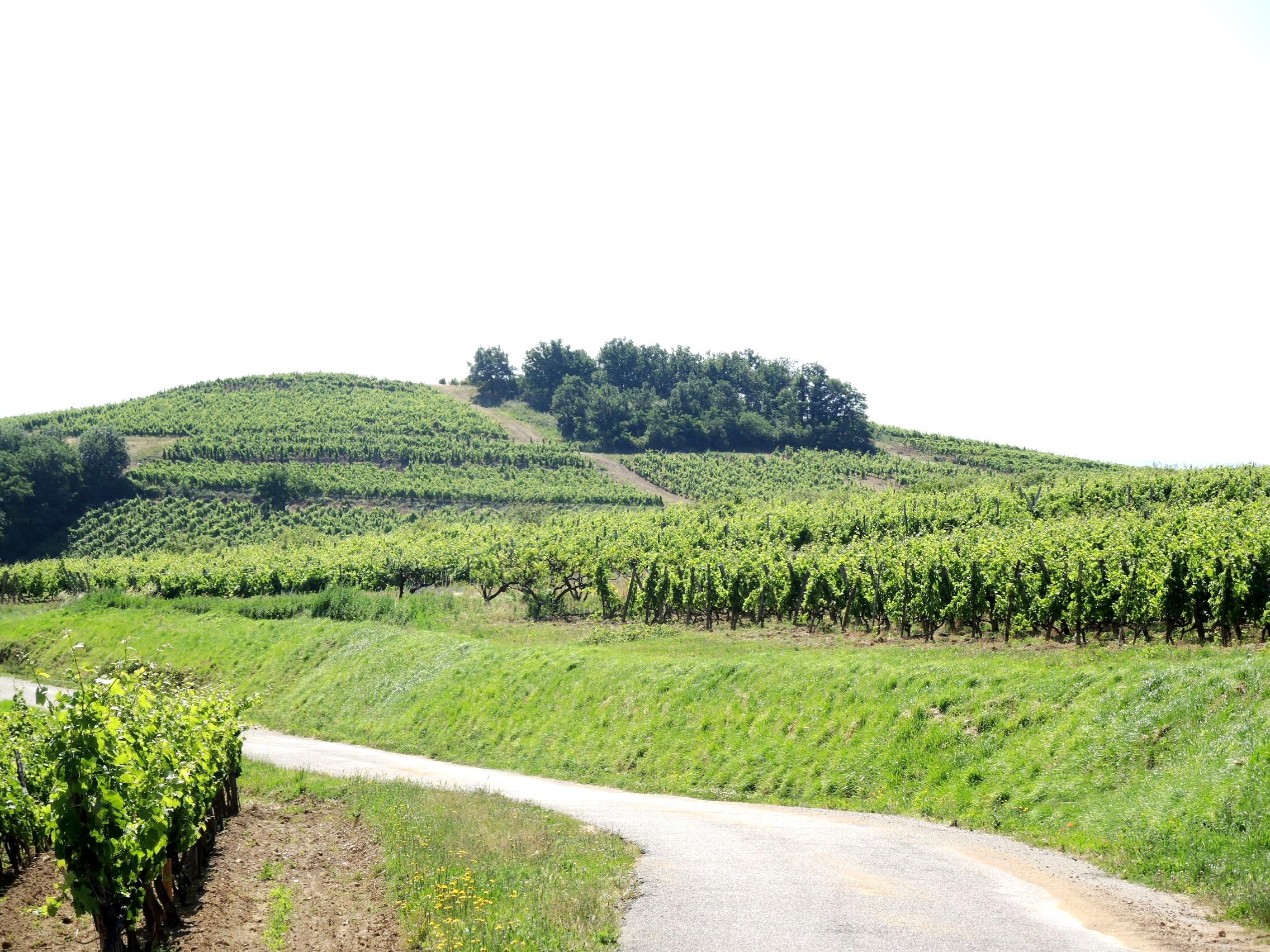
Le rebord de plateau est le domaine des vignes, en appellations St-Joseph et Condrieu.

La commune a l'avantage de posséder, en plus des terrains répertoriés en Côtes du Rhône St-Joseph, la partie sud de l'appellation Condrieu. Cette appellation est réservée à du cépage viognier planté sur une centaine d'hectares et sur 7 communes dont fait donc partie Limony. Les sols pierreux des coteaux y retiennent la chaleur en été, et le sous-sol rocheux recèle des fractures riches en argiles. La bonne réputation des Côtes du Rhône a conduit à des replantations sur des terrains délaissés avec réfection de murs de soutènement traditionnels. Deux domaines importants vendent directement leur production, ceux de Pierre Dumazet et de Louis Chèze. D'autres productions locales ou voisines se trouvent à la cave "Vignobles sur Cour" récemment installée à Limony ou au "Cavo des Vignerons de Valérius" qui a déménagé depuis peu à Serrières.

## Culture locale et patrimoine

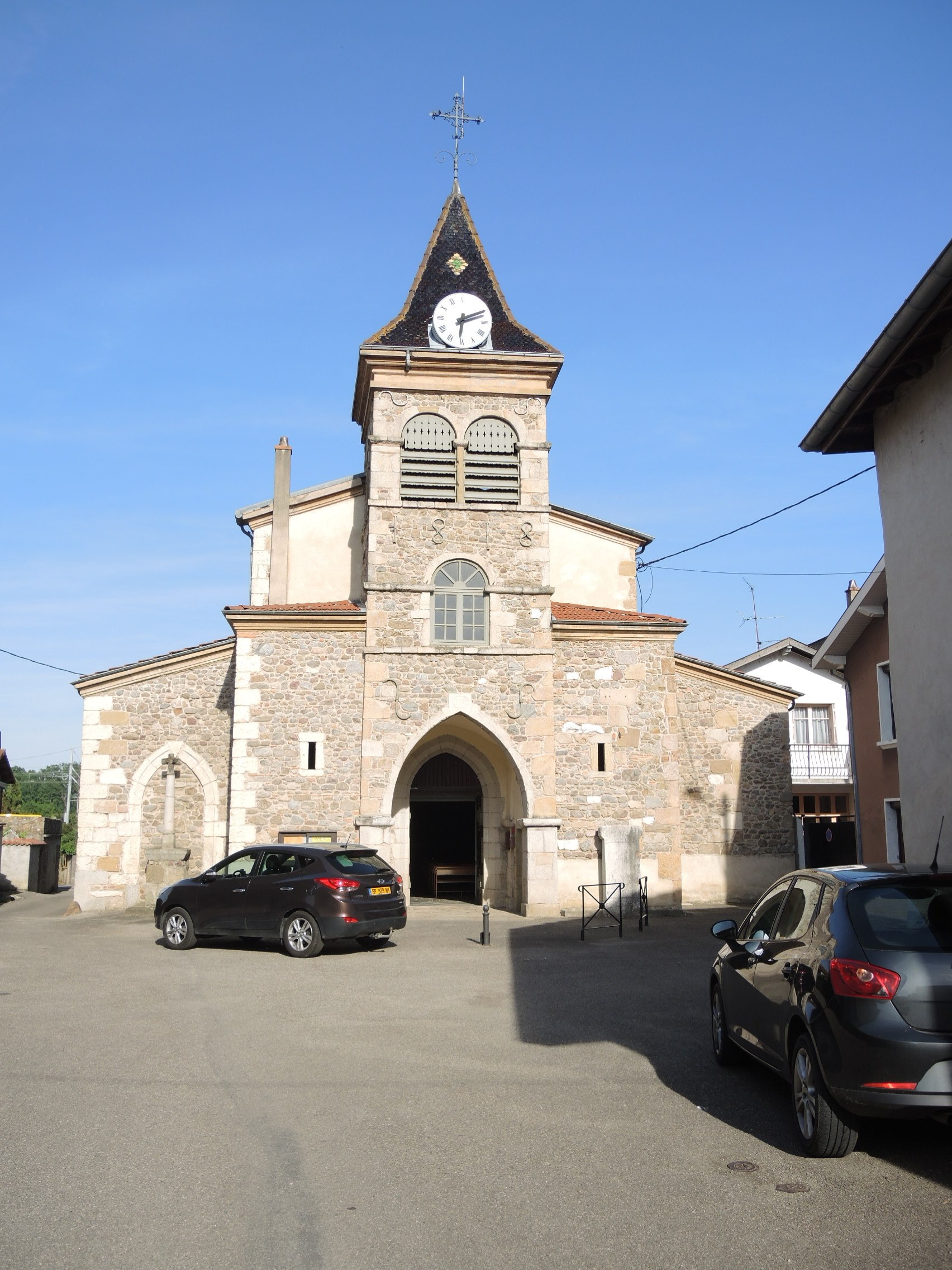
L'église, remaniée au XIXe siècle.

### Lieux et monuments
- Église Saint-Jean-Baptiste de Limony remaniée au XIXe siècle
- Maison de la Musique
- Réserve naturelle de l'Île de la Platière
- Gorges du Limony
- Nombreux panoramas sur la vallée du Rhône

### Équipements culturels

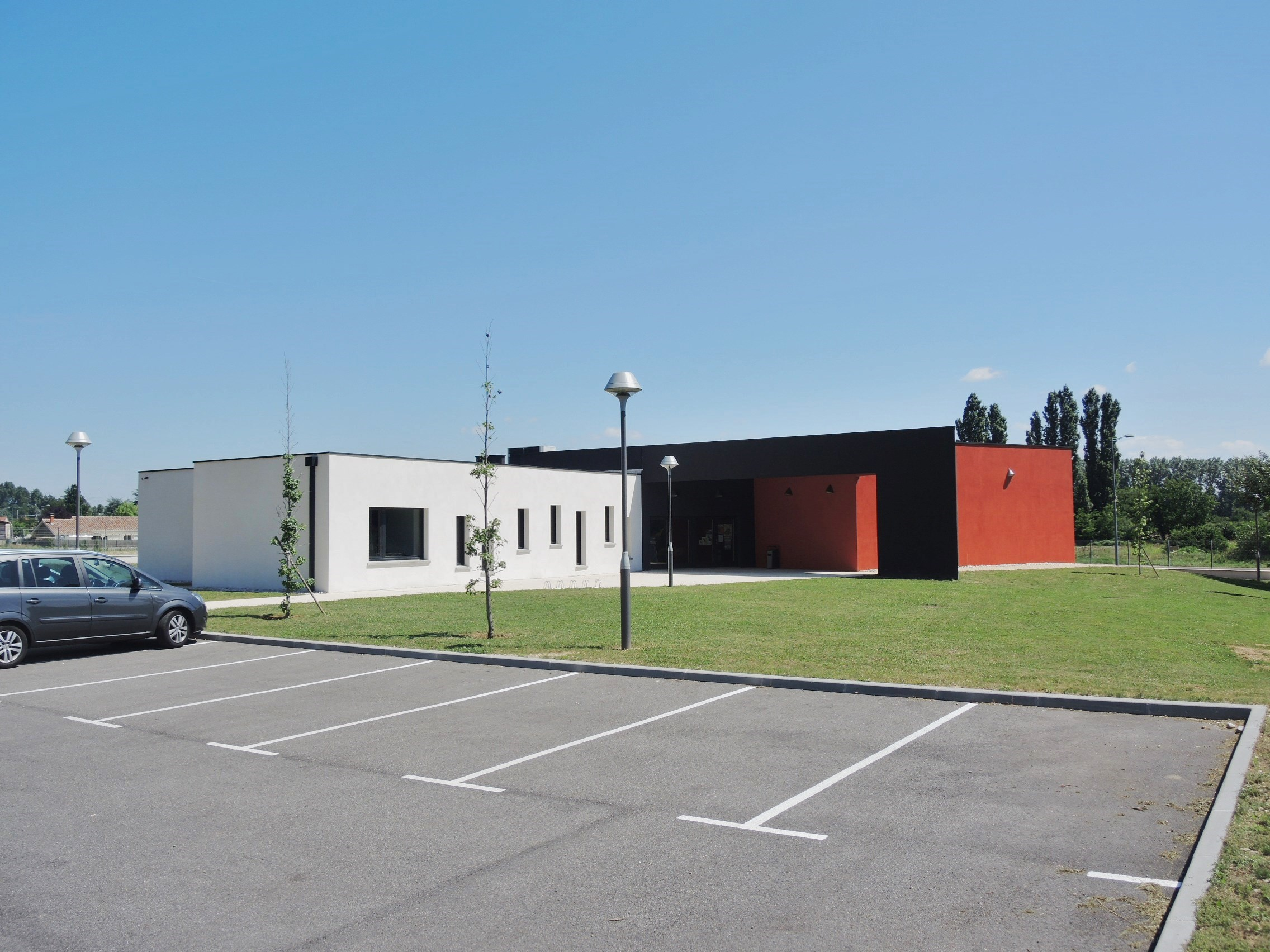
La Maison de la Musique a été réalisée en 2013 par la communauté de communes Vivarhône.

#### La Maison de la Musique

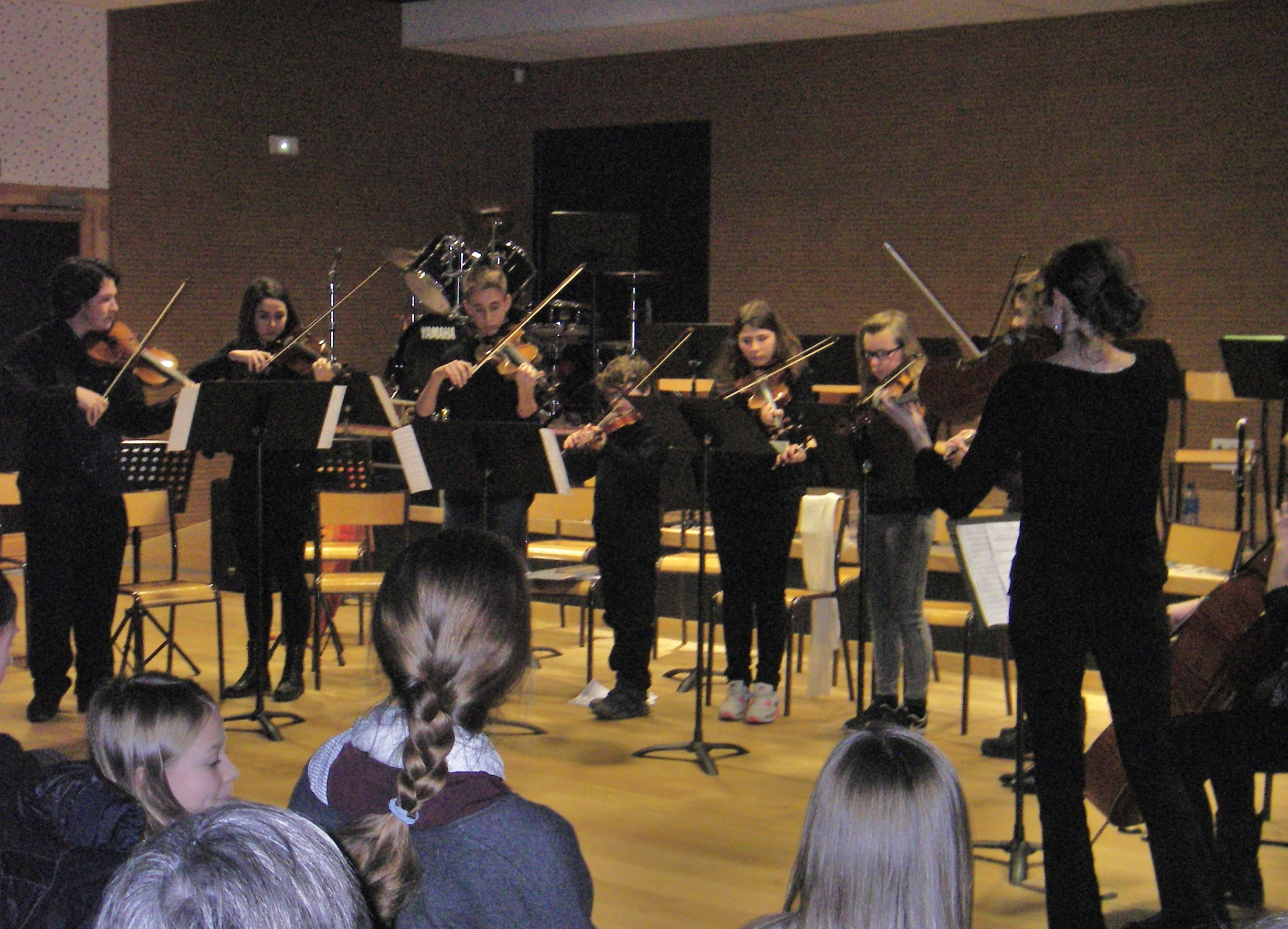

Ce grand bâtiment en bordure de la 86, a été construit en 2013 par l'ancienne communauté de communes Vivarhône, avec une architecture carrée et des couleurs voyantes. En principe le blanc, le noir et les petites fenêtres sont là pour rappeler les touches du piano, et le rouge le velours qui garnit l'intérieur des étuis d'instruments. Cette Maison de la Musique offre 5 salles de cours et une grande salle de 180 m2 pour concerts ou répétition d'ensembles. Elle accueille l'antenne la plus au nord de l'école départementale de Musique qui s'appelle maintenant "Vivarhône". Elle héberge aussi l'Harmonie du Réveil Serrières Sablons et les activités musicales du Comité Omnisports de Limony. Elle est occupée pratiquement tous les jours. En 2015, l'École de Musique y comptait une centaine de pratiquants sur instruments variés, en formation musicale ou en pratiques collectives. La pédagogie y est de plus en plus adaptée aux pratiques modernes plus actives et tient compte des capacités diverses des apprentis musiciens.

### Patrimoine naturel

#### Les rives du Rhône

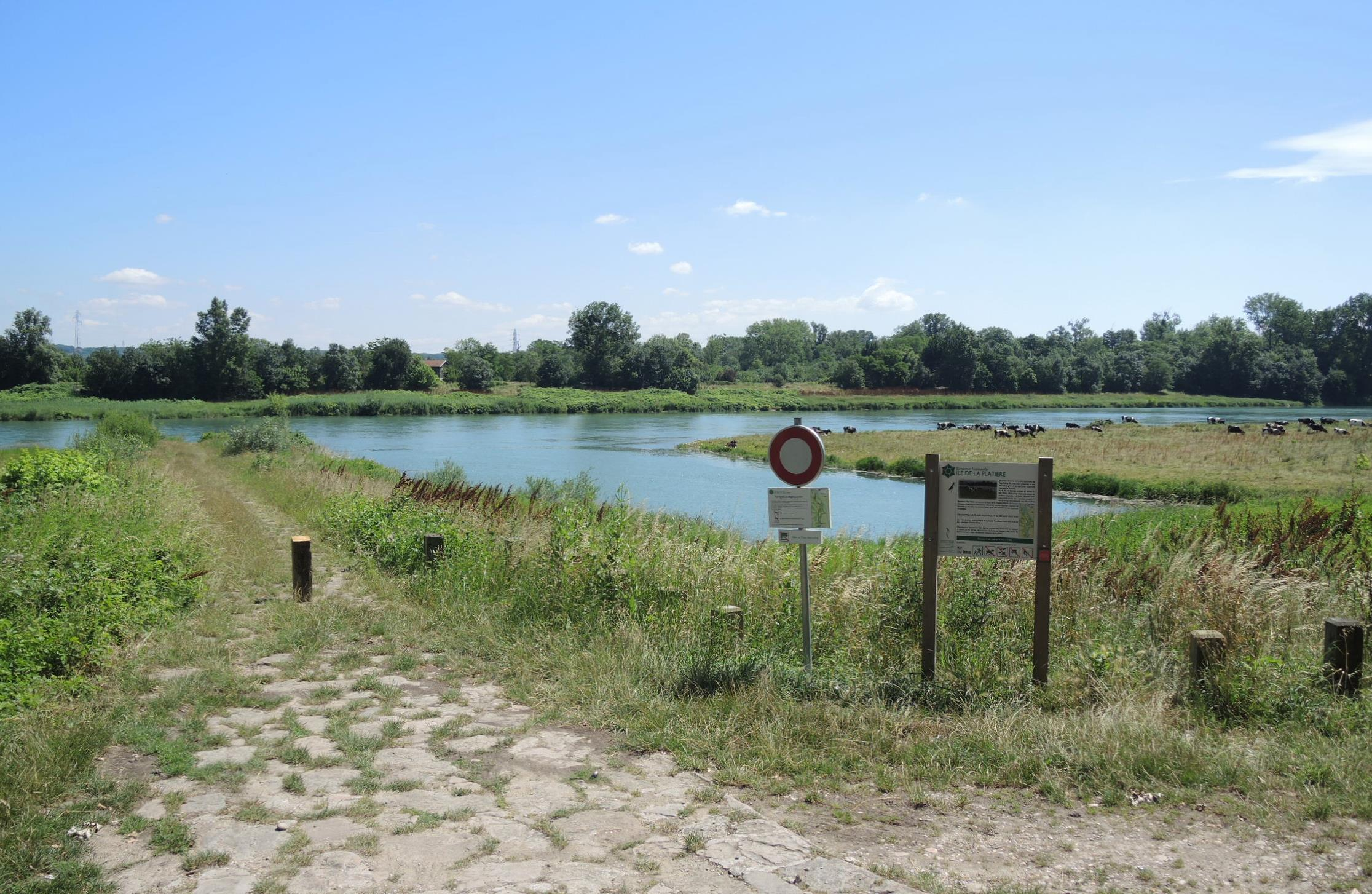
La jetée d'accès à l'ancien bac à traille, sur la rive droite, face à l'Île de la Platière.

Une partie de la commune fait partie de la réserve naturelle de l'Île de la Platière: sur la rive droite du Rhône, les terrains les plus proches du fleuve; sur la rive gauche du Rhône, l'Île des Graviers. On peut retrouver rive droite, la digue d'accès de l'ancien bac à traille, qui permettait autrefois d'aller au marché de Péage de Roussillon.

#### Les gorges du Limony

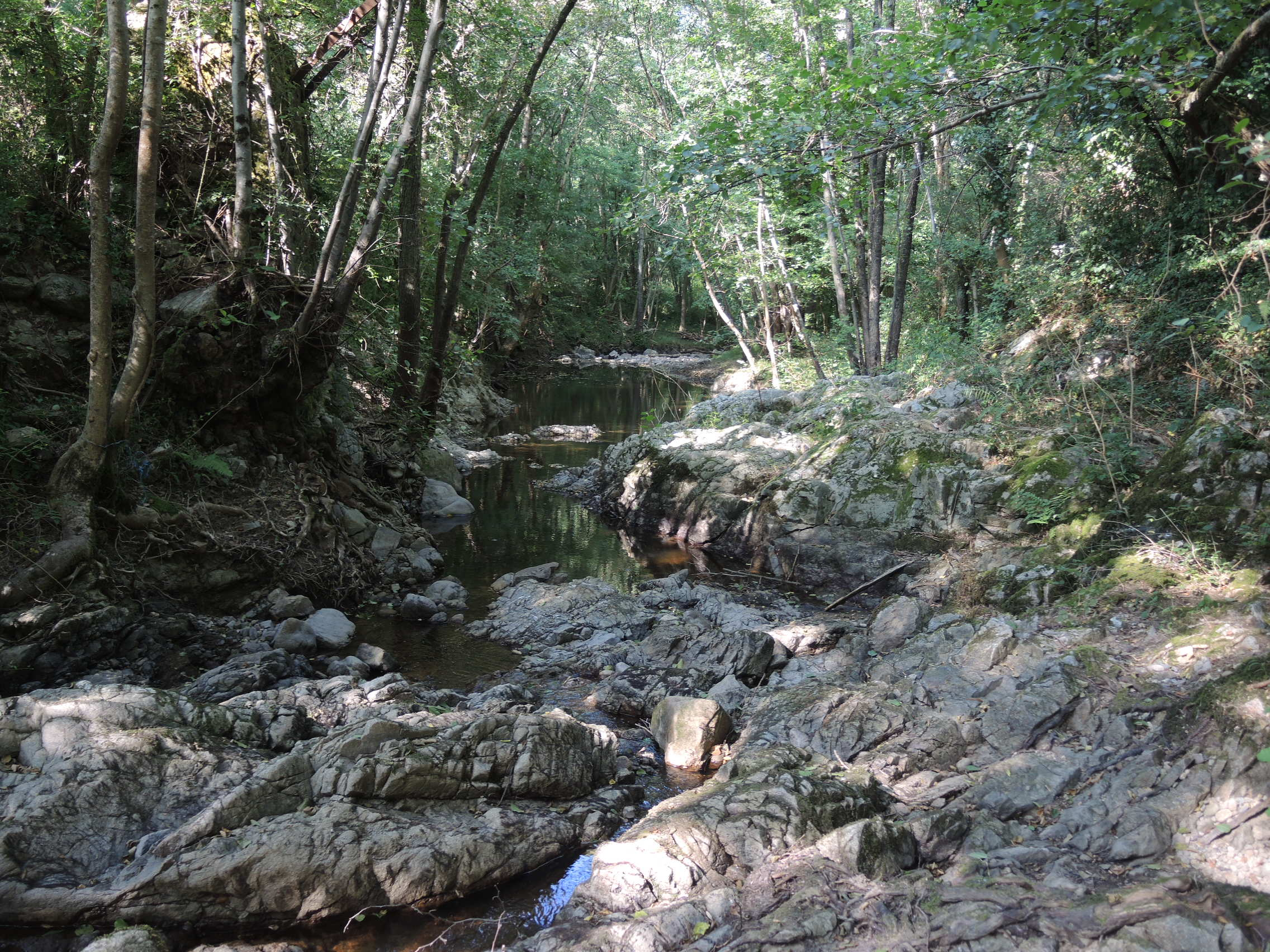
Des gorges sauvages et fraîches.

En le remontant à partir du village, il s'enfonce assez rapidement dans des gorges sauvages, praticables le plus souvent seulement à pied. Cette nature sauvage attire en été pas mal d'adeptes de la baignade ou de pleine nature. Son débit est souvent modeste, mais il est capable de violentes crues. En période de fortes eaux, des kayakistes sont même arrivés à descendre son cours. Au niveau, sécurité, ce site difficile d'accès reste un endroit délicat à gérer pour les risques d'incendie ou risques d'accidents qui entraineraient des sauvetages périlleux.

### Héraldique
| Blason de Limony | Les armes de Limony se blasonnent ainsi : De sinople au chevron losangé d'or et de sinople. |